# Sensori comú

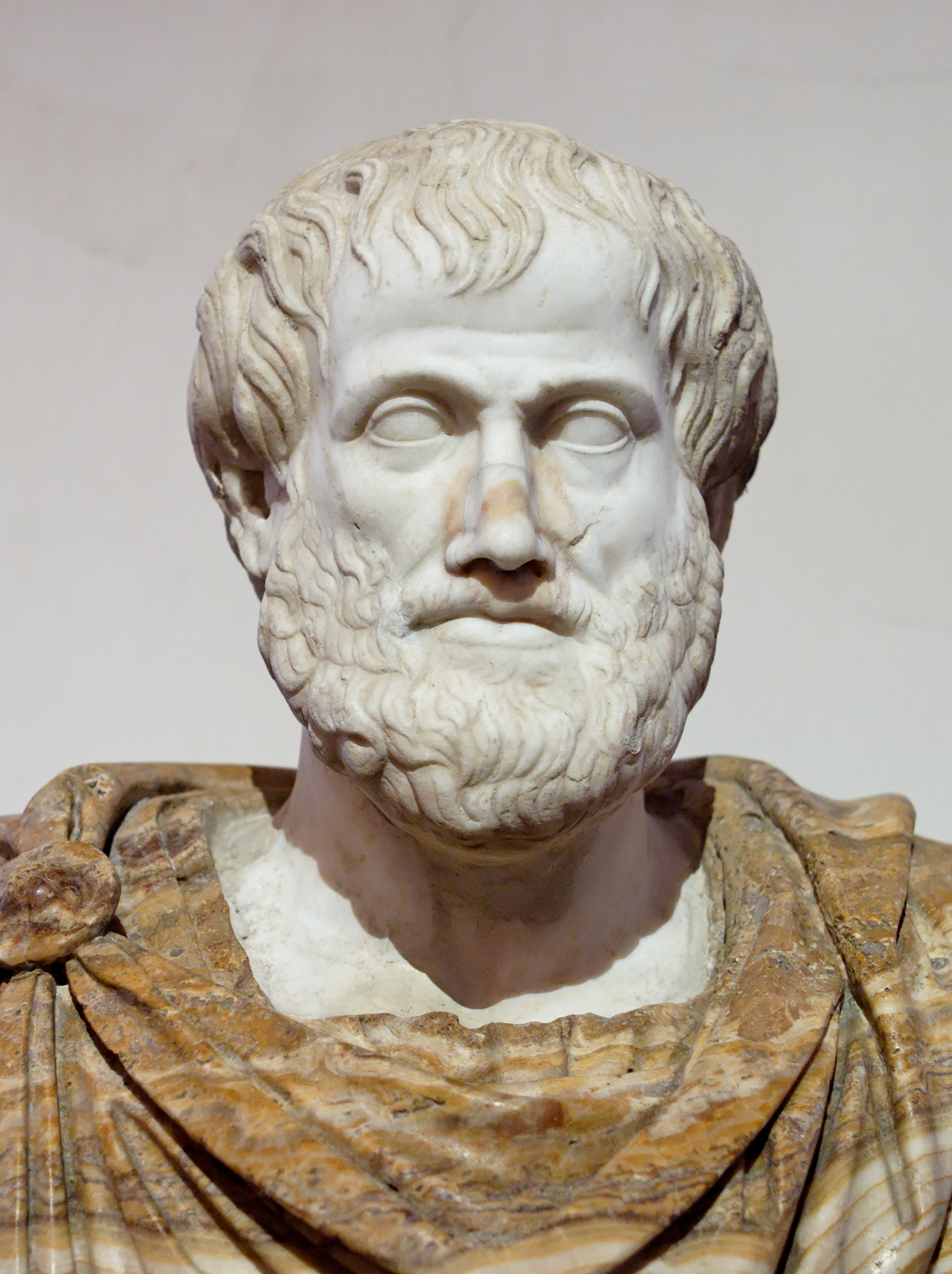
Bust d'Aristòtil.

El sensori comú en la filosofia aristotèlica és el sentit intern que s'encarrega d'unificar el que captem pels cinc sentits per generar una única i vertadera percepció. Pel filòsof, el que els nostres sentits ens diuen és una barreja confusa d'informació i és gràcies a aquesta qualitat interna que l'ésser humà capta la realitat d'una manera "sincronitzada".

## La percepció per Aristòtil
La filosofia d'Aristòtil s'inscriu dins del marc realista. Així doncs, afirma que el coneixement comença pels sentits però va més enllà d'ells. La primera "fase" del coneixement es dona a través de la vista, l'oïda, el tacte, el gust i l'olfacte, que "s'agrupen", precisament, gràcies al sensori comú, generant-hi una única percepció. Un cop generada la percepció, la imaginació s'encarrega de generar una imatge, una còpia d'aquesta percepció. El següent pas es dona a la memoria, que s'encarrega "d'archivar" aquesta imatge en l'espai i el temps. Però pel filòsof el coneixement real es dona en la forma (l'essència) i no en la matèria, i qui s'encarrega d'abstraure la forma, allò universal dins de l'element percebut, és l'intel·lecte agent. Per acabar trobem l'intel·lecte pacient, que té la funció de conèixer el concepte universal que hem abstret amb l'intelecte agent i aplicar-lo a la resta d'individus de la mateixa classe.